# Liste des équipes continentales en 2016
Cet article liste les équipes continentales en 2016.

## Liste des équipes

### Équipes africaines
| Équipes continentales africaines | Équipes continentales africaines | Équipes continentales africaines |
| Nom de l'équipe                  | Pays                             | Code                             |
| -------------------------------- | -------------------------------- | -------------------------------- |
| Dimension Data-Qhubeka           | Afrique du Sud                   | DDC                              |
| Kenyan Riders Downunder          | Kenya                            | KRD                              |

### Équipes américaines
| Équipes continentales américaines           | Équipes continentales américaines | Équipes continentales américaines |
| Nom de l'équipe                             | Pays                              | Code                              |
| ------------------------------------------- | --------------------------------- | --------------------------------- |
| Los Matanceros                              | Argentine                         | LMC                               |
| San Luis Somos Todos                        | Argentine                         | SLT                               |
| Sindicato de Empleados Públicos de San Juan | Argentine                         | SEP                               |
| Garneau-Québecor                            | Canada                            | GQC                               |
| H&R Block                                   | Canada                            | HRB                               |
| Silber                                      | Canada                            | SPC                               |
| Boyacá Raza de Campeones                    | Colombie                          | BRC                               |
| EPM-Tigo-Une-Área Metropolitana             | Colombie                          | EPM                               |
| GW Shimano                                  | Colombie                          | GWS                               |
| Manzana Postobón                            | Colombie                          | MZN                               |
| Movistar Team América                       | Colombie                          | MOT                               |
| Strongman-Campagnolo-Wilier                 | Colombie                          | SCQ                               |
| Coopenae Extralum                           | Costa Rica                        | CEE                               |
| Ecuador                                     | Équateur                          | ECU                               |
| Astellas                                    | États-Unis                        | ACT                               |
| Axeon-Hagens Berman                         | États-Unis                        | AHB                               |
| Elevate-Bicycle World                       | États-Unis                        | ELV                               |
| Cylance-InCycle-Cannondale                  | États-Unis                        | CPC                               |
| Holowesko-Citadel-Hincapie Sportswear       | États-Unis                        | HSD                               |
| Illuminate                                  | États-Unis                        | ILU                               |
| Jamis                                       | États-Unis                        | JAM                               |
| Jelly Belly-Maxxis                          | États-Unis                        | JBC                               |
| Lupus Racing                                | États-Unis                        | LRT                               |
| Rally                                       | États-Unis                        | RLY                               |
| Vivo Grupo Oresy                            | Paraguay                          | VIV                               |
| Inteja-MMR Dominican                        | République dominicaine            | DCT                               |

### Équipes asiatiques
| Équipes continentales asiatiques      | Équipes continentales asiatiques | Équipes continentales asiatiques |
| Nom de l'équipe                       | Pays                             | Code                             |
| ------------------------------------- | -------------------------------- | -------------------------------- |
| Beijing XDS-Innova                    | Chine                            | XDS                              |
| China Continental of Gansu Bank       | Chine                            | GTQ                              |
| China Hainan Sports Lottery-Yindongli | Chine                            | YDL                              |
| Giant-Champion System                 | Chine                            | MSS                              |
| Hainan Jilun-Shakeland                | Chine                            | JLS                              |
| Holy Brother                          | Chine                            | HBR                              |
| Hy Sport-Look Continental             | Chine                            | HYS                              |
| Lvshan Landscape                      | Chine                            | LSL                              |
| Ningxia Sports Lottery-Livall         | Chine                            | NLC                              |
| Qinghai Tianyoude                     | Chine                            | TYD                              |
| Qinghai TV                            | Chine                            | QTV                              |
| Wisdom-Hengxiang                      | Chine                            | HEN                              |
| Geumsan Insam Cello                   | Corée du Sud                     | GIC                              |
| Korail                                | Corée du Sud                     | KCT                              |
| KSPO                                  | Corée du Sud                     | KSP                              |
| LX-Iibs                               | Corée du Sud                     | LXC                              |
| Seoul                                 | Corée du Sud                     | SCT                              |
| Al Marakeb                            | Émirats arabes unis              | MPC                              |
| Al Nasr Dubaï                         | Émirats arabes unis              | ANS                              |
| Sharjah                               | Émirats arabes unis              | SHJ                              |
| Skydive Dubai-Al Ahli Club            | Émirats arabes unis              | SKD                              |
| HKSI                                  | Hong Kong                        | HKS                              |
| Pegasus Continental                   | Indonésie                        | PCT                              |
| Pishgaman Giant                       | Iran                             | PKY                              |
| Tabriz Petrochemical-CCN              | Iran                             | TPT                              |
| Tabriz Shahrdari                      | Iran                             | TST                              |
| Aisan Racing                          | Japon                            | AIS                              |
| Bridgestone Anchor                    | Japon                            | BGT                              |
| Gunma Grifin Racing                   | Japon                            | GRF                              |
| Kinan                                 | Japon                            | KIN                              |
| Matrix Powertag                       | Japon                            | MTR                              |
| Nasu Blasen                           | Japon                            | NAS                              |
| Shimano Racing                        | Japon                            | SMN                              |
| Ukyo                                  | Japon                            | UKO                              |
| Utsunomiya Blitzen                    | Japon                            | BLZ                              |
| Astana City                           | Kazakhstan                       | TSE                              |
| Vino 4-ever SKO                       | Kazakhstan                       | V4E                              |
| Massi-Kuwait Project                  | Koweït                           | KCP                              |
| Black Inc                             | Laos                             | BIC                              |
| NSC-Mycron                            | Malaisie                         | NSC                              |
| Terengganu                            | Malaisie                         | TSG                              |
| 7 Eleven-Sava RBP                     | Philippines                      | 7ES                              |
| Singha Infinite                       | Singapour                        | SIC                              |
| Action                                | Taipei chinois                   | ACY                              |
| Attaque Gusto                         | Taipei chinois                   | ATG                              |
| RTS-Monton Racing                     | Taipei chinois                   | RTS                              |

### Équipes européennes
| Équipes continentales européennes     | Équipes continentales européennes | Équipes continentales européennes |
| Nom de l'équipe                       | Pays                              | Code                              |
| ------------------------------------- | --------------------------------- | --------------------------------- |
| Christina Jewelry                     | Allemagne                         | SGT                               |
| Heizomat                              | Allemagne                         | THF                               |
| Kuota-Lotto                           | Allemagne                         | TKG                               |
| LKT Brandenburg                       | Allemagne                         | LKT                               |
| Rad-net Rose                          | Allemagne                         | RNR                               |
| Sauerland NRW-Henley & Partners       | Allemagne                         | SVL                               |
| Stradalli-Bike Aid                    | Allemagne                         | BAI                               |
| Amplatz-BMC                           | Autriche                          | AMP                               |
| Felbermayr Simplon Wels               | Autriche                          | RSW                               |
| Hrinkow Advarics Cycleang             | Autriche                          | HAC                               |
| Tirol                                 | Autriche                          | TIR                               |
| Vorarlberg                            | Autriche                          | VOL                               |
| WSA-Greenlife                         | Autriche                          | WSA                               |
| Synergy Baku Project                  | Azerbaïdjan                       | BCP                               |
| 3M                                    | Belgique                          | MMM                               |
| Beobank-Corendon                      | Belgique                          | BOC                               |
| Cibel-Cebon                           | Belgique                          | CIB                               |
| Color Code-Arden'Beef                 | Belgique                          | CCA                               |
| Crelan-Vastgoedservice                | Belgique                          | CRV                               |
| ERA Real Estate-Circus                | Belgique                          | ERA                               |
| Marlux-Napoleon Games                 | Belgique                          | MNG                               |
| Superano Ham-Isorex                   | Belgique                          | SHI                               |
| T.Palm-Pôle Continental Wallon        | Belgique                          | PCW                               |
| Telenet-Fidea                         | Belgique                          | TFC                               |
| Veranclassic-Ago                      | Belgique                          | VER                               |
| Verandas Willems                      | Belgique                          | VWT                               |
| Wallonie Bruxelles-Group Protect      | Belgique                          | WBC                               |
| Minsk CC                              | Biélorussie                       | MCC                               |
| Meridiana Kamen                       | Croatie                           | MKT                               |
| Almeborg-Bornholm                     | Danemark                          | ABB                               |
| ColoQuick-Cult                        | Danemark                          | TCQ                               |
| Giant Scatto U23                      | Danemark                          | GSU                               |
| Riwal Platform                        | Danemark                          | RIW                               |
| Soigneur-Copenhagen                   | Danemark                          | TSO                               |
| Virtu Pro-Veloconcept                 | Danemark                          | TTF                               |
| Burgos BH                             | Espagne                           | BUR                               |
| Euskadi Basque Country-Murias         | Espagne                           | EUS                               |
| Armée de Terre                        | France                            | ADT                               |
| HP BTP-Auber 93                       | France                            | AUB                               |
| Roubaix Métropole européenne de Lille | France                            | RML                               |
| An Post-ChainReaction                 | Irlande                           | SKT                               |
| Cycling Academy                       | Israël                            | CAT                               |
| D'Amico Bottecchia                    | Italie                            | AZT                               |
| GM Europa Ovini                       | Italie                            | GME                               |
| Norda-MG.Kvis                         | Italie                            | NMG                               |
| Unieuro Wilier                        | Italie                            | UNI                               |
| Alpha Baltic-Maratoni.lv              | Lettonie                          | ALB                               |
| Rietumu-Delfin                        | Lettonie                          | RBD                               |
| Staki-Baltik Vairas                   | Lituanie                          | SBT                               |
| Differdange-Losch                     | Luxembourg                        | CCD                               |
| Leopard                               | Luxembourg                        | LPC                               |
| Coop-Øster Hus                        | Norvège                           | COH                               |
| FixIT.no                              | Norvège                           | FIX                               |
| Joker Byggtorget                      | Norvège                           | TJB                               |
| Ringeriks-Kraft                       | Norvège                           | KRA                               |
| Sparebanken Sør                       | Norvège                           | TSS                               |
| Baby-Dump                             | Pays-Bas                          | BBD                               |
| Jo Piels                              | Pays-Bas                          | CJP                               |
| Join-S-De Rijke                       | Pays-Bas                          | RIJ                               |
| Metec-TKH-Mantel                      | Pays-Bas                          | MET                               |
| Parkhotel Valkenburg                  | Pays-Bas                          | PVC                               |
| Rabobank Development                  | Pays-Bas                          | RDT                               |
| SEG Racing Academy                    | Pays-Bas                          | SEG                               |
| Domin Sport                           | Pologne                           | DSP                               |
| Wibatech Fuji                         | Pologne                           | WIB                               |
| Efapel                                | Portugal                          | EFP                               |
| LA Alumínios-Antarte                  | Portugal                          | LAA                               |
| Louletano-Hospital de Loulé           | Portugal                          | LHL                               |
| Rádio Popular-Boavista                | Portugal                          | RPB                               |
| Sporting-Tavira                       | Portugal                          | TAV                               |
| W52-FC Porto                          | Portugal                          | W52                               |
| AC Sparta Praha                       | Tchéquie                          | ASP                               |
| CK Příbram Fany Gastro                | Tchéquie                          | PFG                               |
| Dukla Praha                           | Tchéquie                          | ADP                               |
| Klein Constantia                      | Tchéquie                          | KLC                               |
| SKC Tufo Prostějov                    | Tchéquie                          | SKC                               |
| Whirlpool-Author                      | Tchéquie                          | WHI                               |
| Tusnad                                | Roumanie                          | TCT                               |
| JLT Condor                            | Royaume-Uni                       | JLT                               |
| Madison Genesis                       | Royaume-Uni                       | MGT                               |
| NFTO                                  | Royaume-Uni                       | NPC                               |
| Pedal Heaven                          | Royaume-Uni                       | PHE                               |
| Raleigh GAC                           | Royaume-Uni                       | RAL                               |
| Wiggins                               | Royaume-Uni                       | WGN                               |
| Lokosphinx                            | Russie                            | LOK                               |
| Dare Gobic                            | Serbie                            | DAG                               |
| Start Vaxes-Partizan                  | Serbie                            | STF                               |
| Dukla Banská Bystrica                 | Slovaquie                         | DKB                               |
| Adria Mobil                           | Slovénie                          | ADR                               |
| Radenska Ljubljana                    | Slovénie                          | RAR                               |
| Bliz-Merida                           | Suède                             | BLI                               |
| Tre Berg-Bianchi                      | Suède                             | TTB                               |
| Torku Şekerspor                       | Turquie                           | TRK                               |
| Amore & Vita-Selle SMP                | Ukraine                           | AMO                               |
| ISD-Jorbi Continental                 | Ukraine                           | ISD                               |
| Kolss-BDC                             | Ukraine                           | KLS                               |

### Équipes océaniennes
| Équipes continentales océaniennes | Équipes continentales océaniennes | Équipes continentales océaniennes |
| Nom de l'équipe                   | Pays                              | Code                              |
| --------------------------------- | --------------------------------- | --------------------------------- |
| Avanti IsoWhey Sports             | Australie                         | AIW                               |
| Data3 Cisco Racing-Scody          | Australie                         | DSR                               |
| St George Merida                  | Australie                         | STG                               |
| State of Matter MAAP              | Australie                         | SOM                               |